# 437 f.Kr.

## Händelser

### Efter plats

#### Grekland
- Då Perikles oroar sig över Atens handel med grekiska bosättningar i öster och dessutom vill undanröja det möjliga hotet av en ny thrakisk-skytisk allians, leder han Atens flotta till Pontos vid Svarta havet och upprättar fredliga relationer till de grekiska städerna i området.

### Efter ämne

#### Arkitektur
- Mnesikles börjar bygga Propyléerna på Akropolis i Aten. Fem år senare avbryts dock arbetet på grund av peloponnesiska kriget och förblir sedan oavslutat.